# Eklampsija
Eklampsija, tudi porodna božjast, je pojav tonično-kloničnih krčev in izgube zavesti pri ženski s preeklampsijo. Preeklampsija je bolezen v nosečnosti, pri kateri se pojavi visok krvni tlak s spremljajočo proteinurijo ali disfunkcijo drugega organa. Eklampsija se lahko pojavi pred porodom, med njim ali celo v poporodni dobi.  Najpogosteje nastopi v drugi polovici nosečnosti. Tonično-klonični krči običajno trajajo okoli eno minuto, sledi pa stanje zmedenosti ali kome. Možni zapleti so aspiracijska pljučnica, možganska krvavitev, odpoved ledvic in zastoj srca. Preeklampsija in eklampsija se uvrščata v obširnejšo skupino hipertenzivnih motenj v nosečnosti.
Pri nosečnicah z visokim tveganjem za pojav eklampsije se priporoča dajanje aspirina. Med preventivne ukrepe spada tudi zdravljenje prisotnega zvišanega krvnega tlaka z zdravili. Na območjih z nizkim vnosom kalcija je priporočljivo nadomeščanje kalcija. Ugoden vpliv ima tudi telesna dejavnost med nosečnostjo.
Pri pojavu eklampsije se uporablja magnezijev sulfat v intravenski ali intramuskularni obliki, kar izboljša izide in je na splošno varno. Nekatere bolnice potrebujejo podporo dihanja. Drugi ukrepi so še uporaba zdravil proti visokemu krvnemu tlaku, kot je hidralazin, ter sprožitev poroda, bodisi vaginalnega ali s carskim rezom.
Preeklampsija se pojavi pri okoli 5 % nosečnic, eklampsija pa pri okoli 1,4 %. V razvitem svetu je pojavnost zaradi boljše medicinske oskrbe manjša in znaša okoli 1 primer na 2.000 porodov. Hipertenzivne motnje v nosečnosti so najpogostejši vzrok smrti med nosečnostjo. Po ocenah so leta 2013 v svetovnem merilu zahtevale 29.000 smrti, leta 1990 pa 37.000. Okoli 1 % bolnic z eklampsijo umre.
Beseda eklampsija izhaja iz grške besede za strelo. Prvi je v 5. stoletju pr. n. št. bolezen opisal Hipokrat.

## Znaki in simptomi
Običajno se pred nastopom krčev pri bolnici pojavita povišan krvni tlak in proteinurija, lahko pa se pojavijo pred krči tudi drugi simptomi osrednjega živčevja, kot so slabost, bruhanje, glavobol in kortikalna slepota. Če pride do odpovedi organov, se pojavijo tudi znaki in simptomi, značilni za prizadetost določenega organa (bolečina v trebuhu, zlatenica, zasoplost, zmanjšana količina izločenega seča).
Pri plodu lahko pride do zastoja v rasti in v času, ko mati trpi za krči,do  bradikardije. Pojavita se lahko tudi t. i. plodova stiska ter luščenje posteljice.
V nekaterih primerih bolnica pade v komo brez predhodnega pojava krčev. Po prebuditvi iz kome se lahko pojavi amaurosis fugax, kratkotrajna, navadno enostranska slepota.

## Dejavniki tveganja
Eklampsija in preeklampsija se pogosteje pojavljata med prvo nosečnostjo pri mlajših nosečnicah, kar povezujejo z izpostavljenostjo materinega organizma plodovim antigenom. Večje tveganje je tudi pri ženskah z že prisotno žilno boleznijo (povišan krvni tlak, sladkorna bolezen ali nefropatija) ali trombofilično motnjo (kot je antifosfolipidni sindrom) ter pri povečani posteljici (večplodna nosečnost, molarna nosečnost. Ženske, ki so med nosečnostjo razvile eklampsijo, imajo večje tveganje, da se bo preeklampsija ali eklampsija pojavila tudi med naslednjo nosečnostjo.